# Aparat Derynga
Aparat Derynga – powstałe w drugiej połowie lat 40. XX wieku laboratoryjne urządzenie do określania zawartości olejków eterycznych w materiale roślinnym, np. w surowcach roślinnych dla perfumerii i ziołolecznictwa, metodą destylacji z parą wodną.
Konstrukcja aparatu została opracowana i opatentowana przez Jakuba Derynga, profesora na Wydziale Farmaceutycznym Akademii Medycznej w Warszawie.
Aparat i procedurę pomiarów opisano w normach, polskich i międzynarodowych, oraz w farmakopeach i podręcznikach akademickich.
W czasie pomiaru zawartości olejków stosowane są kolby o pojemności 1000 lub 500 cm³, w których jest umieszczana  znana ilość badanego materiału i woda. Kolbę łączy się z zasadniczą częścią aparatu, której elementami są:
- kolumna destylacyjna
- chłodnica (o różnej konstrukcji, zależnie od typu aparatu)
- wyskalowany odbieralnik (napełniany wodą przed rozpoczęciem destylacji)

Odbieralnik jest połączony rurką przelewową z kolumną destylacyjną.
Zawartość kolby jest utrzymywana w stanie wrzenia. Para wodna, wraz z porywanymi parami olejków, przepływa do chłodnicy, w której powstaje kondensat, rozwarstwiający się na dwie fazy. Dolna faza wodna jest zawracana do kolby. Olejek gromadzi się na powierzchni wody. Proces jest prowadzony przez ok. 3 godz. (zgodnie z przepisem, dotyczącym konkretnego badanego materiału). Po zakończeniu destylacji i ochłodzeniu aparatu olejek sprowadza się do wyskalowanej części odbieralnika i odczytuje jego objętość. Wynik jest przeliczany na 100 g surowca.
Druga z popularnych metod oznaczania zawartości olejków polega na stosowaniu procesu ekstrakcji, np. z użyciem aparatu Soxhleta.